# Хабарицкая Виска
Хабарицкая Виска — река в России, течёт по территории Усть-Цилемского района Республики Коми. Вытекает из южной оконечности озера Хабарицкое на высоте 31,2 м над уровнем моря. Устье реки находится в 369 км по правому берегу реки Печора на высоте 10 м над уровнем моря. Длина реки составляет 17 км.

## Данные водного реестра
По данным государственного водного реестра России относится к Двинско-Печорскому бассейновому округу, водохозяйственный участок реки — Печора от водомерного поста Усть-Цильма и до устья, речной подбассейн реки — бассейны притоков Печоры ниже впадения Усы. Речной бассейн реки — Печора.
Код объекта в государственном водном реестре — 03050300212103000080802.